# Mutiloa
Mutiloa (spanisch Motiloa) ist eine Gemeinde (Municipio) in der Provinz Gipuzkoa im spanischen Baskenland. Sie hat 253 Einwohner (Stand: 2024).

## Geografie
Mutiloa liegt etwa 58 Kilometer südöstlich von Bilbao und 45 Kilometer südwestlich von der Provinzhauptstadt Donostia-San Sebastián in einer Höhe von ca. 240 m.

## Bevölkerungsentwicklung
| 1900 | 1950 | 1970 | 1981 | 1991 | 2001 | 2011 | 2021 |
| ---- | ---- | ---- | ---- | ---- | ---- | ---- | ---- |
| 524  | 415  | 297  | 233  | 184  | 163  | 246  | 256  |

## Sehenswürdigkeiten

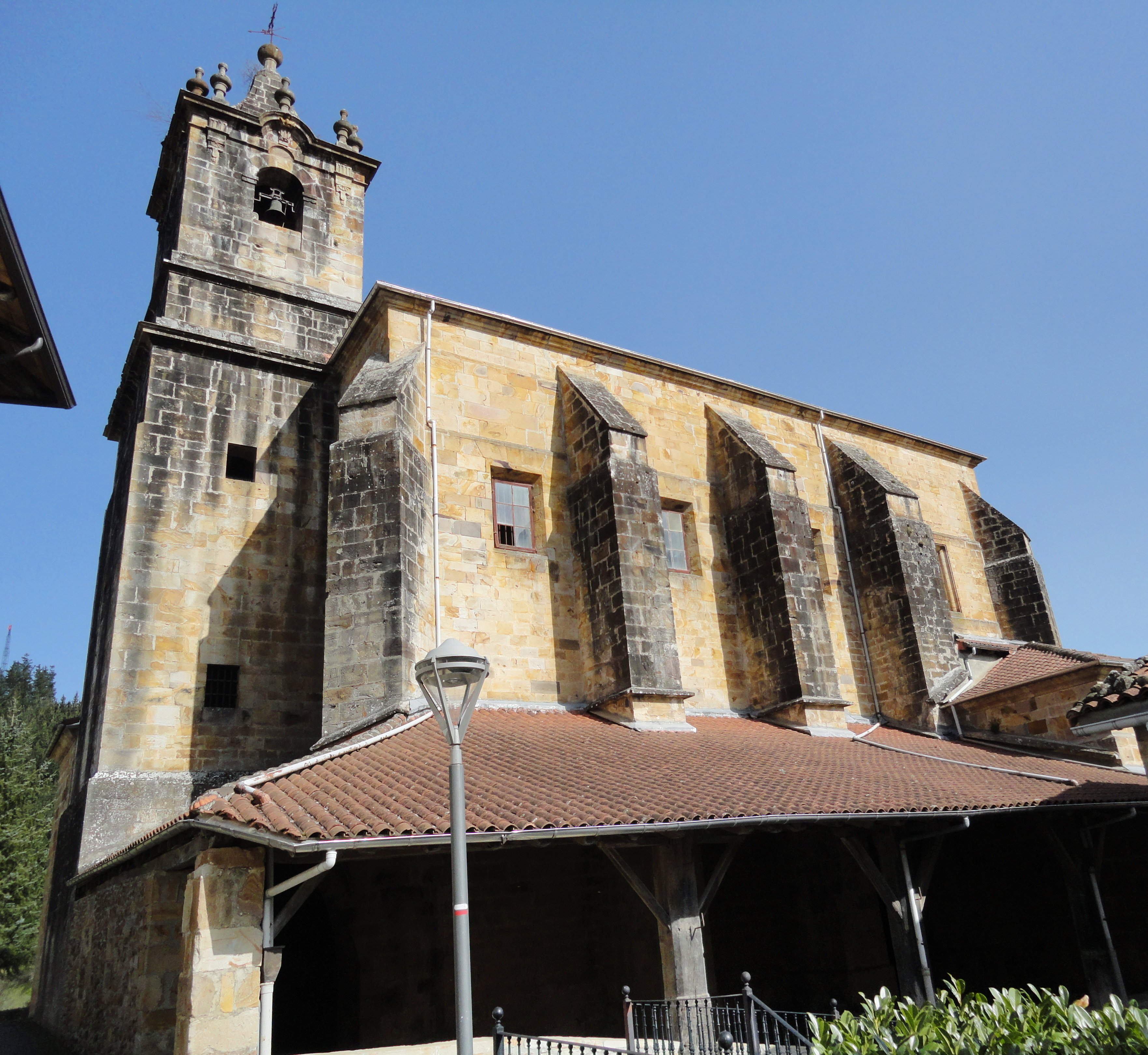
Michaeliskirche
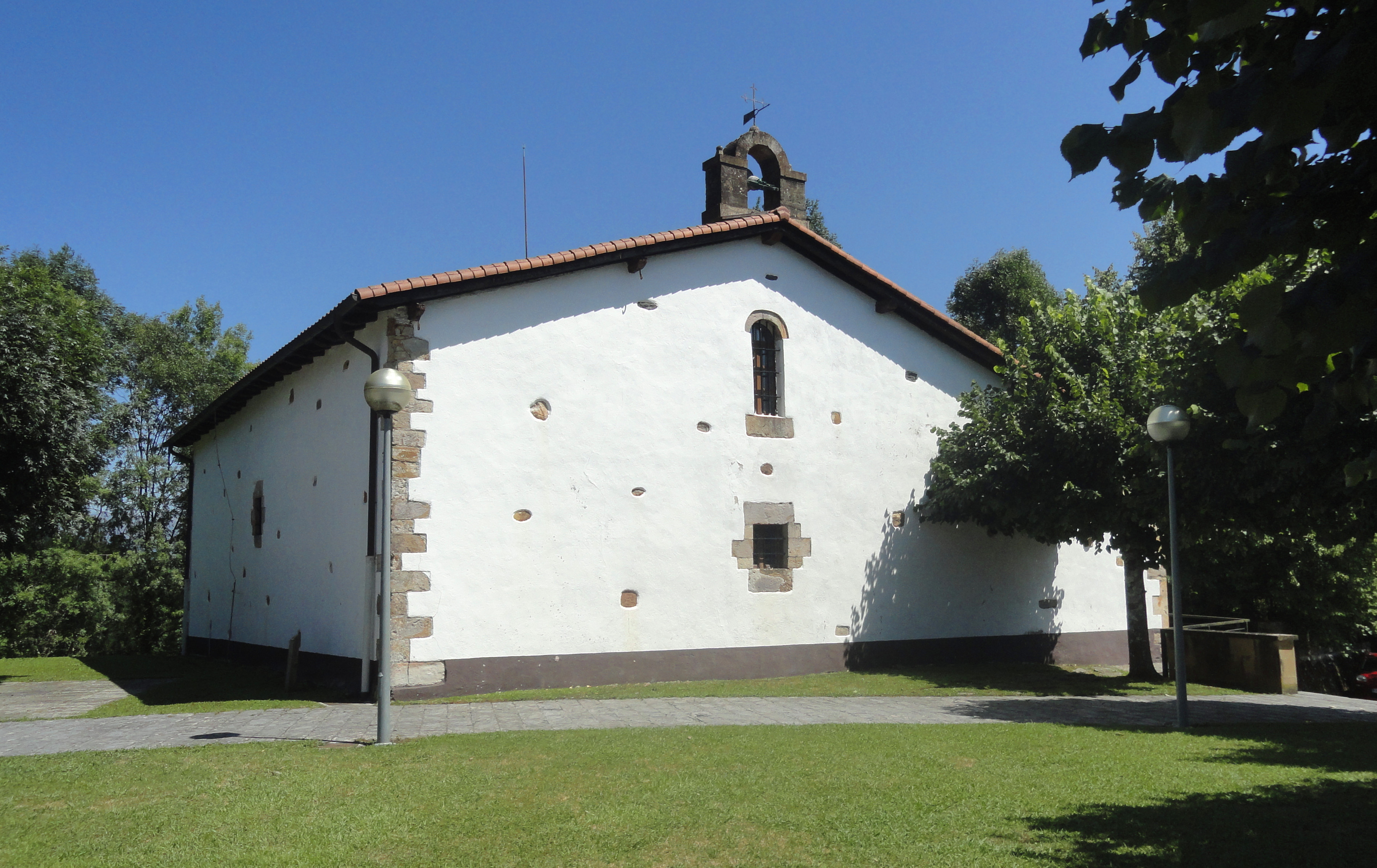
Marienkapelle
- Heimatmuseum
- Rathaus

- Michaeliskirche
- Marienkapelle

## Persönlichkeiten
- Jon Ander Insausti (* 1992), Radrennfahrer